# Danilo Devizia
Danilo Devizia (Necochea, Argentina; 30 de enero de 1948 - Buenos Aires; 19 de julio de 2002)  fue un destacado actor argentino de cine, teatro y televisión.

## Biografía
Danilo Davizia nació en la ciudad balnearia de Necochea, provincia de Buenos Aires en 1948. Fue un gran amigo y compañero del actor Manuel Callau y Ulises Dumont.
Peronista inclaudicable vivió de cerca la presión militar hasta formar parte de la "lista negra de los famosos". Se formó profesionalmente con Natalio Seta Agustín Alezzo y Raúl Serrano.

## Carrera
Se inició actoralmente en teatro con Delirata 75, ofreciendo espectáculos en café concert donde recurrián famosos de la talla de Horacio Guarany y Mercedes Sosa, durante la Dictadura Militar.
Durante cuatro años actuó en unipersonales o en dupla con el actor Enrique Otranto, en shows que ofrecían en pequeños lugares de la ciudad.

### Filmografía
- 1985: Sentimientos
- 1986: Pinocho
- 1987: Chorros de Jorge Coscia
- 1994: Noches áticas (cortometraje) como Danilo
- 1995: Peperina
- 1996: Eva Perón de Juan Carlos Desanzo, interpretando el papel de Enrique Santos Discépolo
- 1997: La herencia del tío Pepe
- 2002: Bajar es lo peor[2]

### Televisión
- 1981: Los especiales de ATC  (episodios: Proceso para cuatro monjas y Romero y Julieta), la primera junto a Graciela Dufau, Betiana Blum, Juana Hidalgo y Silvia Baylé; y la segunda con Andrea del Boca.[3]
- 1987: Ficciones[4]
- 1995: Poliladron, emitido por Canal 13, junto a Adrián Suar y Laura Novoa.
- 1997: Archivo Negro, emitido por Canal 13.

### Teatro
- Delirata 75 (1975)
- Kaput (1980) en el Teatro Olimpia.
- Noches blancas (1981) en el Teatro San Martín.
- Viejas fotos (1982) en el papel de Cataldo.
- Galileo Galilei (1984/1985)
- Espiral de fuego (1985),  con dirección de Susana Torres Molina y Enrique Molina.
- Veraneantes (1985)
- El acompañante (1986), junto a Cecilia Rossetto y bajo la dirección de Emilio Alfaro.
- Sacco y Vanzetti (1993)
- La malasangre(1995)
- Don Fausto (1995), de Pedro Orgambide, en el Teatro Alvear.
- Don Juan, interpretando a Juan Sombra, junto al actor Alberto de Mendoza en el T. Alvear.
- Seis personajes en busca de un autor (1998), de Jorge Lavelli.[5]

## Galardones
En 1995 ganó un Premio Ace en el rubro "Mejor actor de reparto en drama" por su actuación en Don Fausto.

## Vida privada
Devizia fue un actor públicamente homosexual a tal punto que lo utilizaba para potenciar su talento en el escenario.

## Fallecimiento
Danilo Devizia falleció el viernes 19 de julio de 2002, víctima de una tuberculosis agravado por su cuadro de sida. Sus restos descansan en el Cementerio Municipal de Necochea. Tenía 54 años.
A modo de homenaje en el 2011 se entregaron los "Premios Danilo Devizia" en el Teatro Auditorium de Mar del Plata.